# Distrikt San Bartolomé
Der Distrikt San Bartolomé liegt in der Provinz Huarochirí in der Region Lima im zentralen Westen von Peru. Der Distrikt wurde am 9. November 1953 gegründet. Er besitzt eine Fläche von 42,7 km². Beim Zensus 2017 wurden 1280 Einwohner gezählt. Im Jahr 1993 lag die Einwohnerzahl bei 1013, im Jahr 2007 bei 1793. Sitz der Distriktverwaltung ist die 1600 m hoch gelegene Ortschaft San Bartolomé mit 655 Einwohnern (Stand 2017). San Bartolomé befindet sich 17 km westsüdwestlich der Provinzhauptstadt Matucana.

## Geographische Lage
Der Distrikt San Bartolomé befindet sich in der peruanischen Westkordillere zentral in der Provinz Huarochirí. Der Río Rímac durchquert den Distrikt in westsüdwestlicher Richtung.
Der Distrikt San Bartolomé grenzt im Südwesten an den Distrikt Santiago de Tuna, im Westen an den Distrikt Santa Cruz de Cocachacra, im Nordwesten an den Distrikt San Mateo de Otao, im Osten an den Distrikt Surco sowie im Südosten an den Distrikt San Andrés de Tupicocha.

## Ortschaften
Im Distrikt gibt es neben dem Hauptort folgende größere Ortschaften:
- Tornamesa (271 Einwohner)